# Саутпорт (переписна місцевість, Нью-Йорк)
Саутпорт (англ. Southport) — переписна місцевість (CDP) в США, в окрузі Чеманг штату Нью-Йорк. Населення — 6782 особи (2020).

## Географія
Саутпорт розташований за координатами 42°3′53″ пн. ш. 76°49′21″ зх. д. / 42.06472° пн. ш. 76.82250° зх. д. (42.064682, -76.822465).  За даними Бюро перепису населення США в 2010 році переписна місцевість мала площу 17,13 км², з яких 16,52 км² — суходіл та 0,62 км² — водойми.

## Демографія
Згідно з переписом 2010 року, у переписній місцевості мешкало 7238 осіб у 3179 домогосподарствах у складі 1974 родин. Густота населення становила 422 особи/км².  Було 3360 помешкань (196/км²).
Расовий склад населення:
| - 94,3 % — білих - 2,7 % — чорних або афроамериканців - 0,5 % — азіатів - 0,3 % — корінних американців |

До двох чи більше рас належало 1,9 %. Частка іспаномовних становила 1,7 % від усіх жителів.
За віковим діапазоном населення розподілялося таким чином: 21,5 % — особи молодші 18 років, 60,1 % — особи у віці 18—64 років, 18,4 % — особи у віці 65 років та старші. Медіана віку мешканця становила 43,7 року. На 100 осіб жіночої статі у переписній місцевості припадало 93,4 чоловіків;  на 100 жінок у віці від 18 років та старших — 88,4 чоловіків також старших 18 років.
Середній дохід на одне домашнє господарство  становив 53 322 долари США (медіана — 42 287), а середній дохід на одну сім'ю — 63 088 доларів (медіана — 53 416). Медіана доходів становила 43 611 долар для чоловіків та 31 426 доларів для жінок. За межею бідності перебувало 16,0 % осіб, у тому числі 26,5 % дітей у віці до 18 років та 10,7 % осіб у віці 65 років та старших.
Цивільне працевлаштоване населення становило 3054 особи. Основні галузі зайнятості: освіта, охорона здоров'я та соціальна допомога — 28,2 %, виробництво — 15,9 %, мистецтво, розваги та відпочинок — 9,6 %, роздрібна торгівля — 8,8 %.